# Крелинг, Август фон
Август фон Крелинг (нем. August von Kreling; 23 мая 1819, Оснабрюк — 22 апредя 1876, Нюрнберг) — немецкий живописец и скульптор академического направления.

## Биография
Август фон Крелинг родился 23 мая 1819 года в городе Оснабрюке Нижняя Саксония, в семье пекаря Иоганна Фридриха Крелинга и Марии Маргареты Крелинг, урождённой Бирманн. После окончания гимназии в Оснабрюке Крелинг освоил профессию пекаря. В 1835 году, в возрасте шестнадцати лет, поступил в Ганноверскую высшую торговую школу и одновременно стал учеником скульптора Эрнста фон Банделя.
По его рекомендации Крелинг в следующем году перешёл в Мюнхенскую академию изобразительных искусств, учился живописи у Петера фон Корнелиуса и скульптуре у Людвига Михаэля фон Шванталера. Крелинг дебютировал в качестве живописца, создав девять потолочных росписей для Придворного театра в Ганновере.
1847 и 1848 годы Крелинг провёл в поездке по северной Италии; в Венеции копировал произведения Паоло Веронезе.
В 1853 году по распоряжению баварского короля Максимилиана II Крелингу было поручено руководство Нюрнбергской школой искусств и ремёсел (Kunstgewerbeschule Nürnberg). В связи с этим он реструктурировал школу, благодаря чему это учреждение стало образцом для всех подобных школ Германии.
Крелинг занимал должность директора школы до 1874 года. Одной из важнейших работ его ранних лет в Нюрнберге является картина «Коронация Людвига Баварского», которую Крелинг создал для дворца Максимилианеум в Мюнхене. Когда ему предложили должность директора Берлинской академии искусств, он отказался, поскольку бюджет был слишком мал.
В 1850 году Крелинг создал скульптуру: женскую фигуру, олицетворяющую «гения воды» для коммерсанта, а впоследствии мэра Цинциннати (штат Огайо, США) Генри Пробаско. Посредничество между заказчиком и художником осуществлялось через инспектора баварского королевского литейного завода Фердинанда фон Миллера, который затем отлил эту скульптуру из бронзы. Этой фигурой Пробаско увенчал фонтан Тайлера Дэвидсона в Цинциннати, который он построил в память о своем шурине Тайлере Дэвидсоне.
В 1854 году в Мюнхене Крелинг женился на Иоганне, дочери художника Вильгельма фон Каульбаха. У них было три дочери и два сына, среди которых был будущий художник Вильгельм Крелинг. В том же году под руководством Крелинга был отреставрирован Императорский замок в Нюрнберге; он спроектировал для замка многие из недостающих предметов мебели в стиле того времени.
В 1858 году князь Иоганн II Лихтенштейнский нанял Крелинга в качестве архитектора для проектирования замка Айсгруб в Богемии, где Крелинг не только перепроектировал интерьер, но и частично перепланировал сады. Около 1858 года он создал картоны для витражей Рыночной церкви в Ганновере. В 1859 году Крелинг принял заказ на украшение так называемого замка Доннера в Альтоне (Эльба), который купец Бернхард Доннер поручил своему тестю Вильгельму фон Каульбаху. В 1861 году Крелинг отвечал за оформление Нюрнбергского певческого праздника.
Крелинг создал также картоны с портретами немецких императоров для нюрнбергского дворца, иллюстрации к «Фаусту» Гёте и четыре рисунка: «Времена года».
В 1870 году Крелинг создал модель памятника Кеплер для города Вайль-дер-Штадт, которая затем была отлита в бронзе нюрнбергской мастерской Lenz & Herold. В том же году Тюбингенским университетом имени Эберхарда и Карла Крелингу была присвоена почётная докторская степень (Dr. phil. h. c.). Проект статуи принца Генриха Постумуса Ройсса, созданный Крелингом, также был реализован на литейном заводе Lenz & Herold в Гере.
В 1873 году король Людвиг II пожаловал Крелингу дворянское звание, наградив его Рыцарским крестом ордена «За заслуги перед Баварской короной» и орденом Максимилиана за достижения в науке и искусстве. Август Крелинг скончался примерно через год, 22 апреля 1876 года, в Нюрнберге в возрасте почти 57 лет.
Крелинг был человеком богатого художественного таланта, разностороннего образования, опыта, практического видения и необычайной энергии.
В Нюрнберге и Оснабрюке его именем названа улица Крелингштрассе.
Среди учеников мастера был, в частности, Карл Йегер, который впоследствии сам стал профессором этого училища.

## Галерея

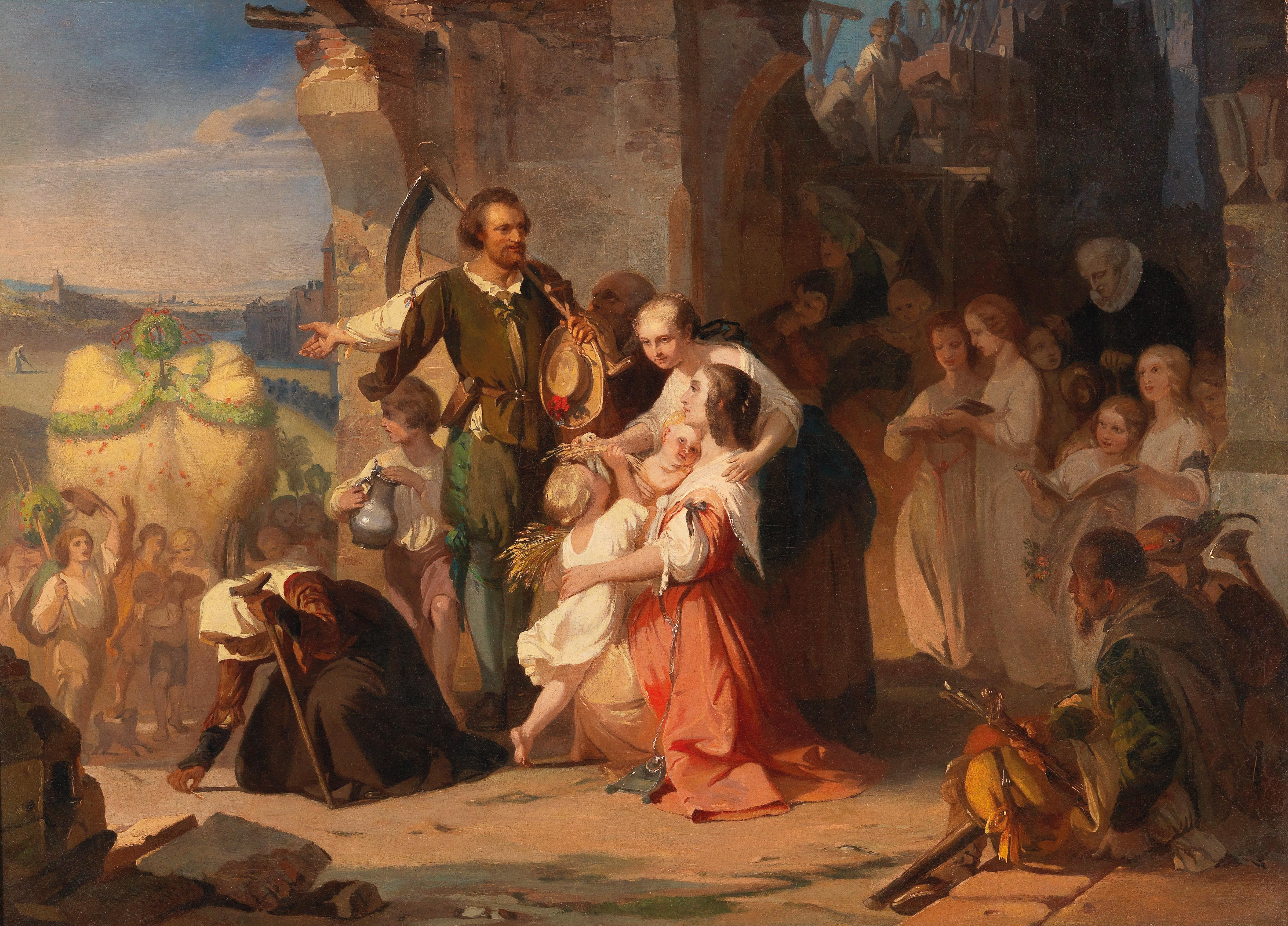
Первый урожай после Тридцатилетней войны. 1849. Холст, масло. Частное собрание
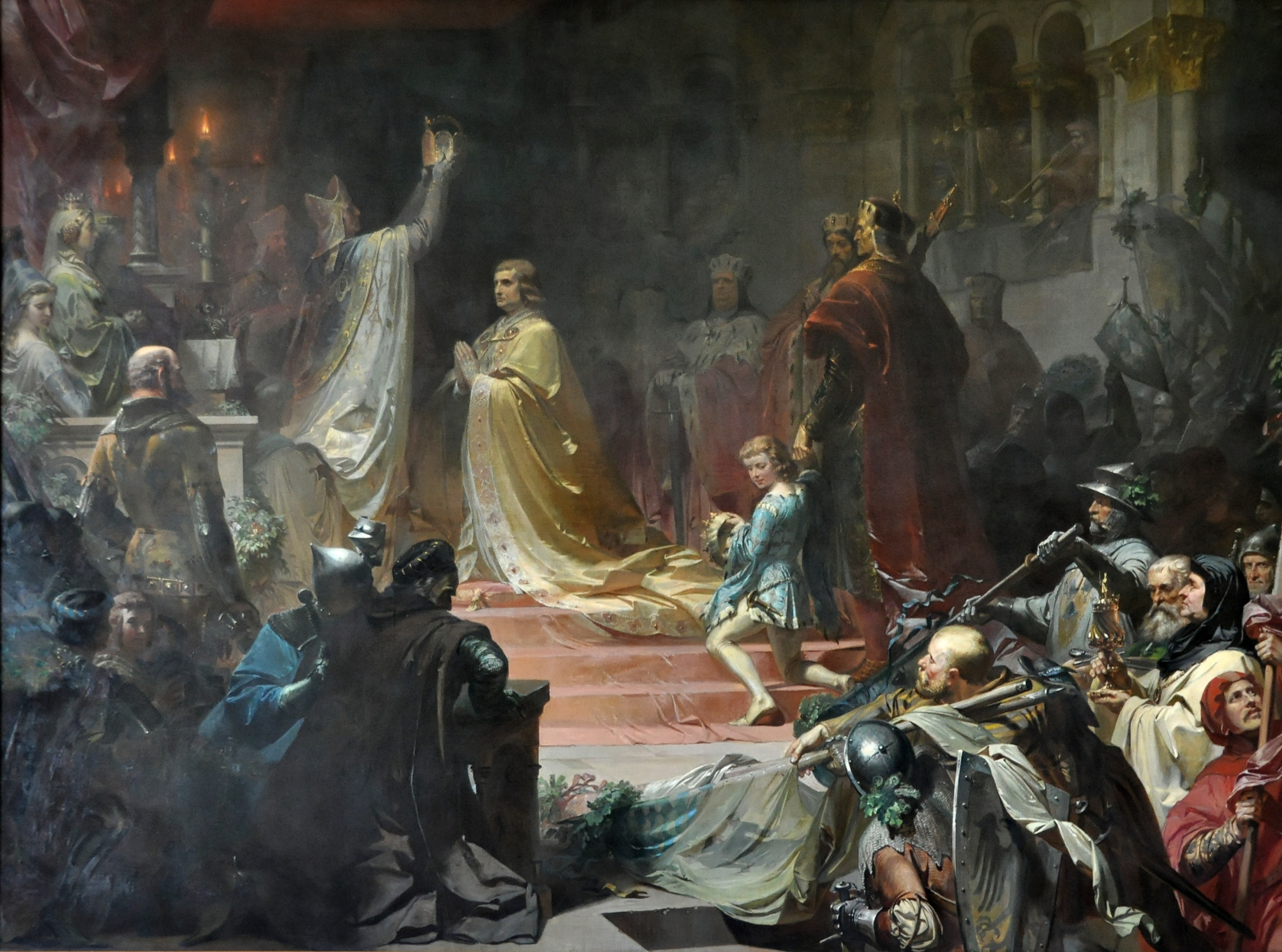
Коронация Людвига Баварского в Риме. 1876. Холст, масло. Максимилианеум, Мюнхен
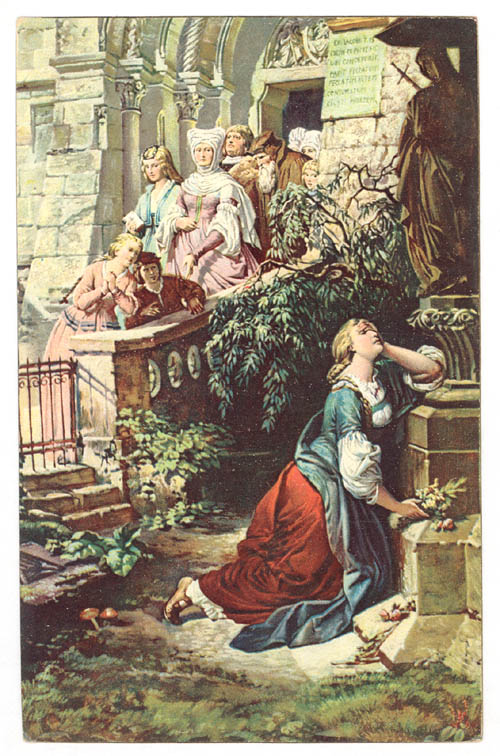
Гретхен. Иллюстрация к «Фаусту» Гёте. Хромолитография
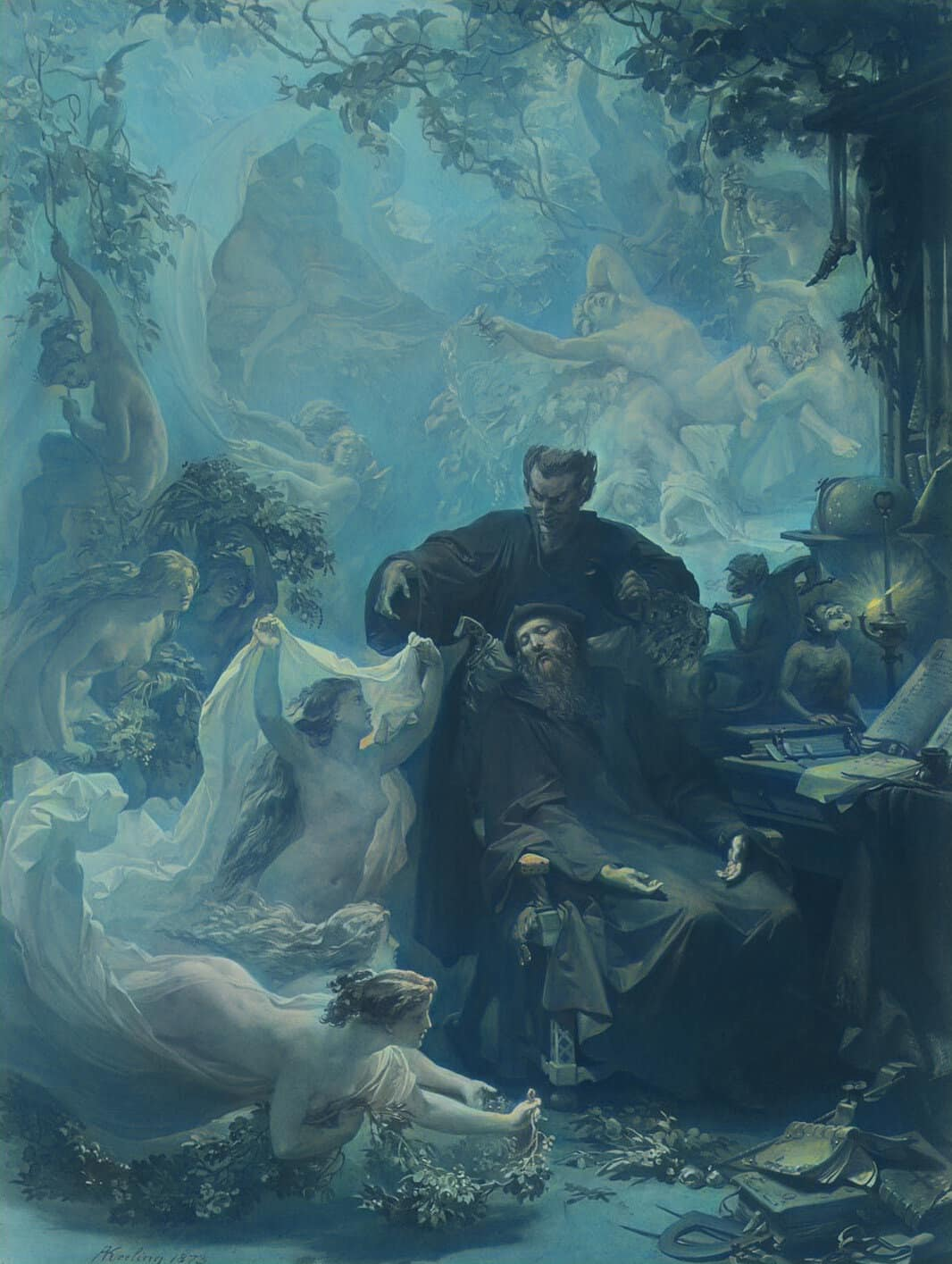
Видение Фауста. 1874
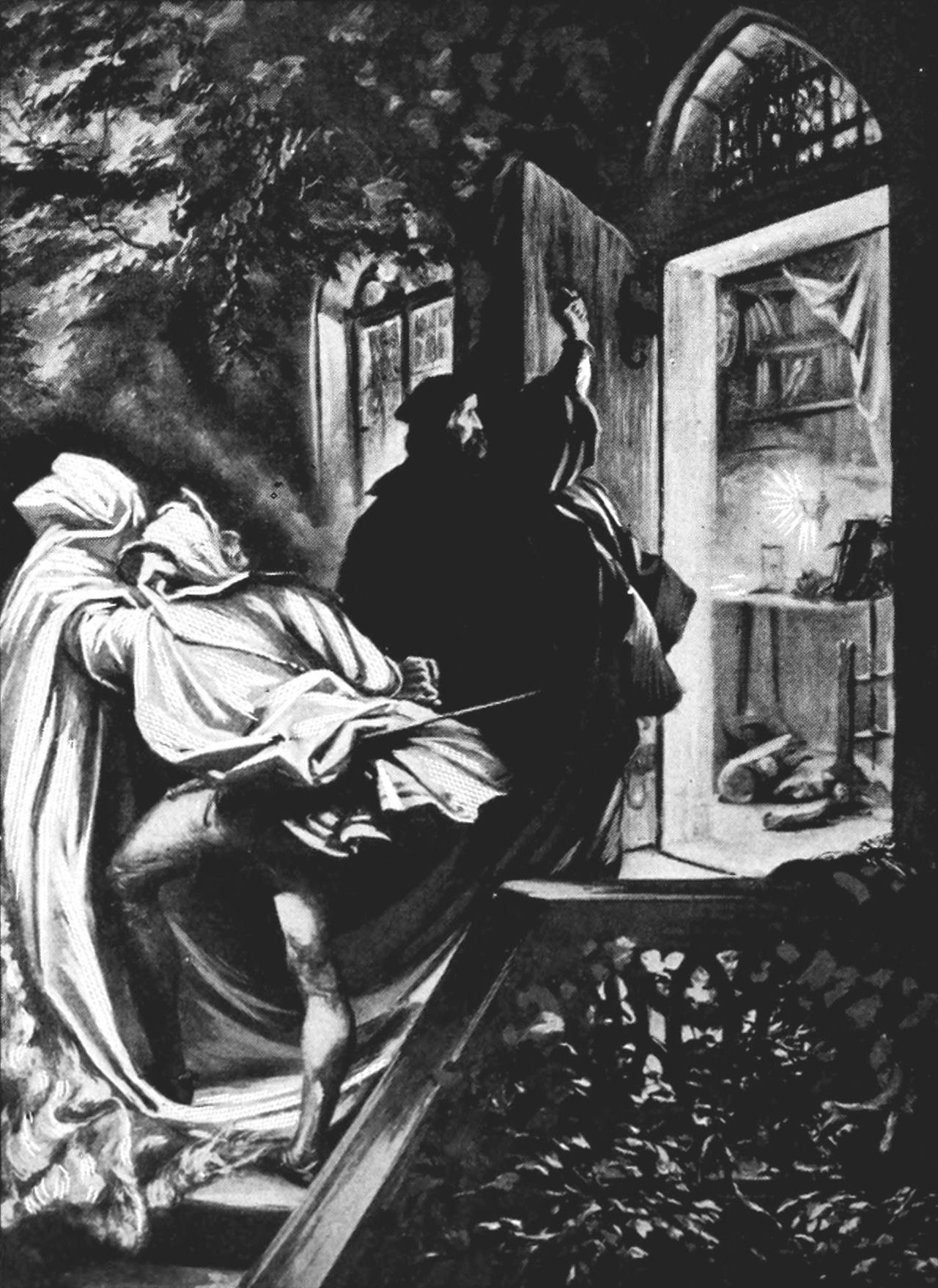
Фауст покидает свою мастерскую. Иллюстрация к опере «Фауст»
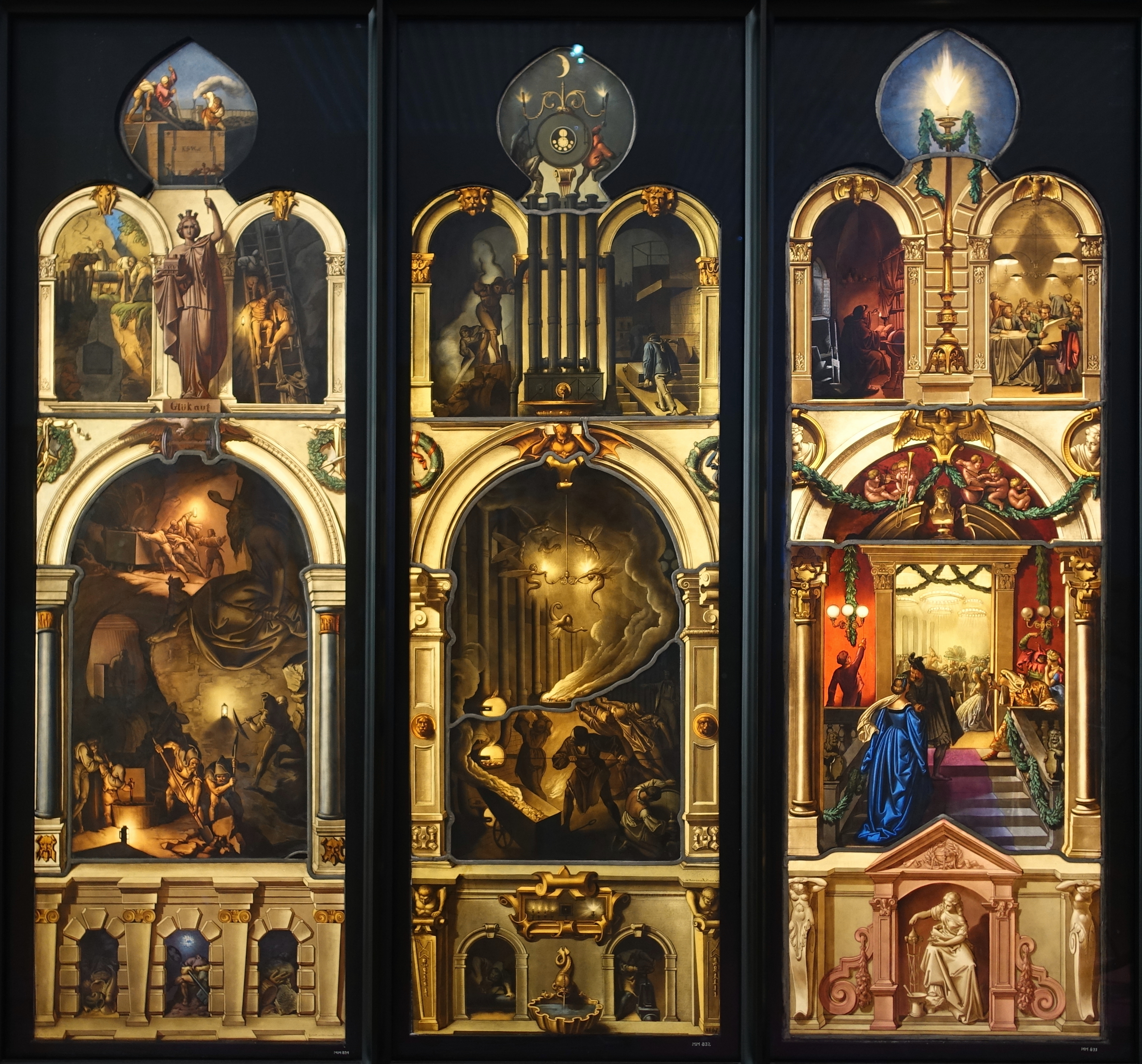
Производство и сияние газового света. 1864—1867. Витражи по картонам Августа фон Крелинга. Германский национальный музей, Нюрнберг
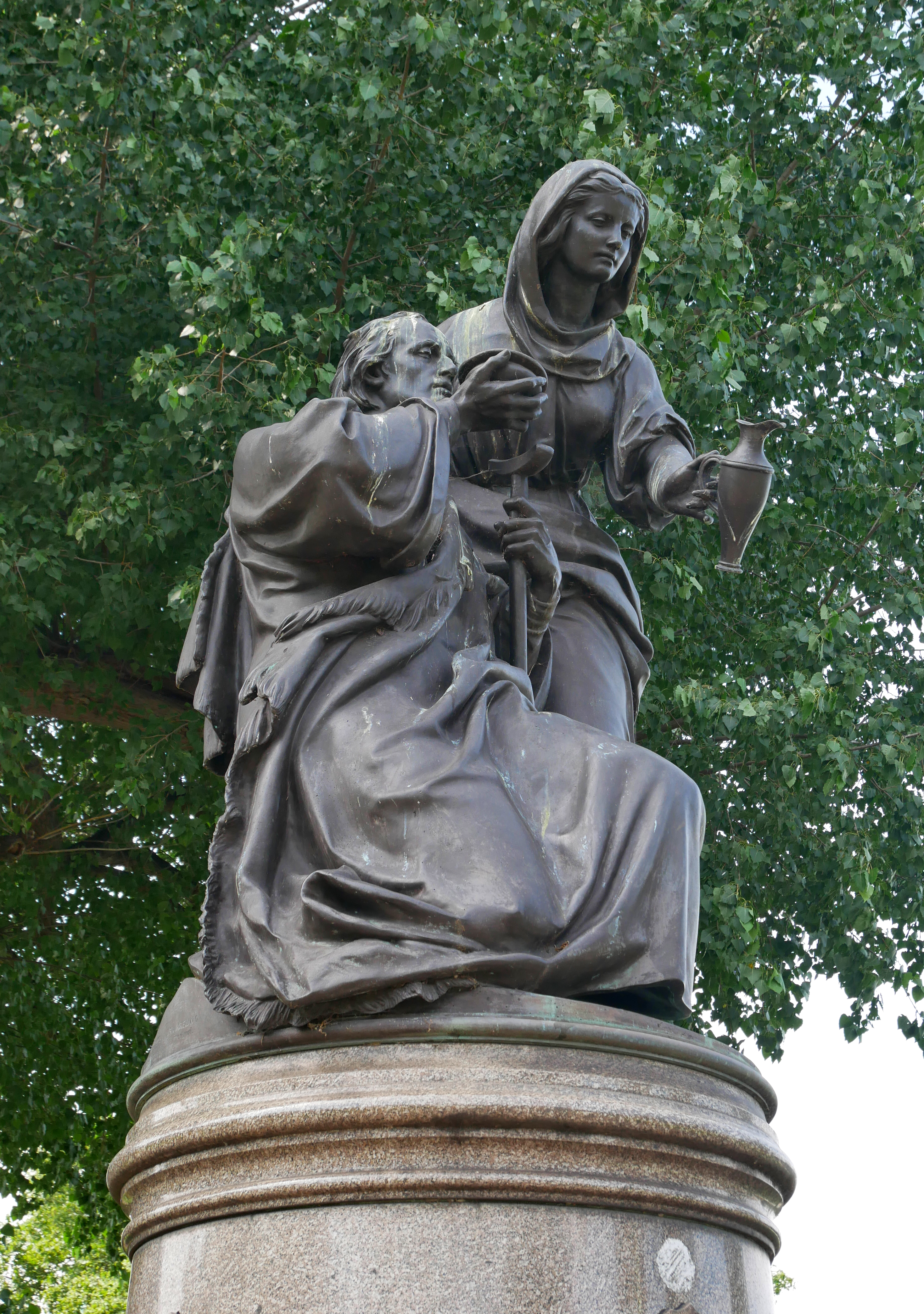
Скульптура фонтана «Умеренность». Парк Клэпхэм Комон, Лондон, Англия
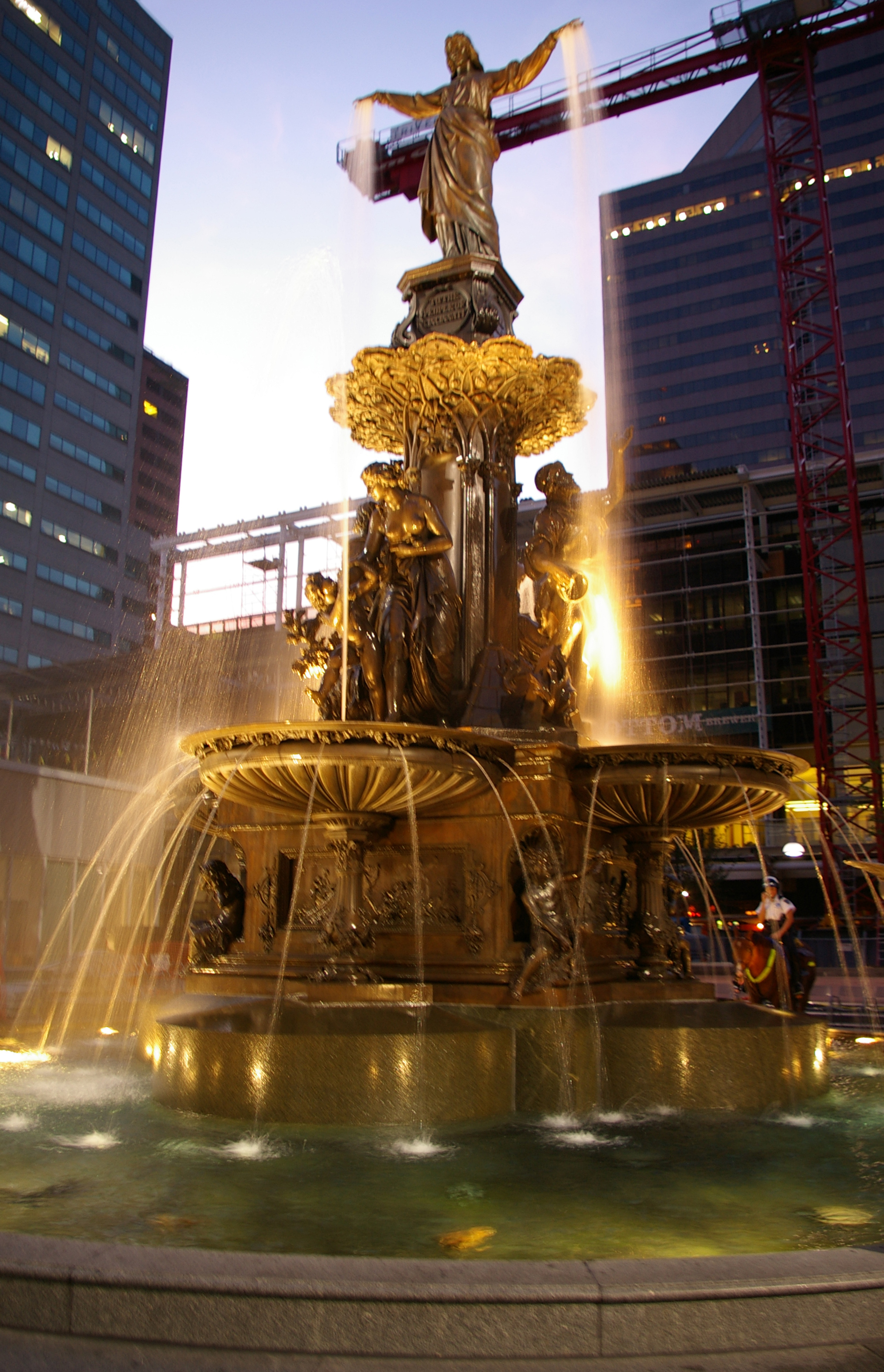
Фонтан Тайлера Дэвидсона. Цинциннати, Огайо, США